# Tito Atauchi
Tito Atauchi († 1532) fue un príncipe inca que participó en la Guerra de Sucesión Inca, en el bando de Huascar.

## Colaborador de Huascar
Hijo de Huayna Cápac, junto a otros de sus hermanos integraba una tetrarquía que gobernó Cuzco durante la prolongada ausencia de su padre, ocupado en el develamiento de la rebelión de los carangues y cayambes, en el norte. 
Al morir su padre y asumir el trono Huascar, quien tenía por mengua no acrecentar el territorio del Imperio, dispuso la preparación de la campaña para conquistar las provincias de Pomacocha, Honda, Comacocha y Chupat, en la lejana región de los chachapoyas. Siendo el jefe de la expedición Chuquis Huamán, Tito Atauchi lo asistió como consejero.
Cuando debido a una emboscada Chuquis Huamán y cientos de guerreros incas fueron eliminados por el curaca de Pomacocha, Tito Atauchi decidió retirarse con los sobrevivientes con el mejor orden que pudo, hasta la base de operaciones de Rabanto. De allí envió chasquis al Cuzco, dando cuenta a Huascar del trágico final de esta primera acción contra los pomacochas, remitiendo un manto donde estaba pintada toda la tierra y traza de ella y dónde estaba asentada la fortaleza y el sitio que tenían, para fines de estudio y planificación de un nuevo ataque a la fortaleza.
Gracias a esta información, se hizo un nuevo plan de ataque y se envió una segunda expedición dirigida por Mayta Yupanqui y el mismo Tito Atauchi, quienes tras recios combates, por fin pudieron tomar la fortaleza y prosiguieron con la conquista de las demás provincias. A su regreso al Cuzco, Huascar celebró en grande la victoria de sus esforzados capitanes.

## Guerra de sucesión
Iniciada la contienda entre Huascar y Atahualpa, destacó en los primeros enfrentamientos que tuvieron ambos ejércitos. Sin embargo, su ejército pronto caería derrotado en la batalla de Quipaipán, siendo capturado por Challcuchima, junto con Huascar.
Ante la llegada de los españoles, ambos serían asesinados cerca a Andamarca por orden de Atahualpa, desconociéndose cuál fue el destino de su cuerpo. Dejó en el Cuzco un hijo pequeño, apenas bebé, cuando se produjo su muerte, quien más tarde sería conocido como don Alonso Tito Atauchi.